# Кашкаров Павло Костянтинович
Павло Костянтинович Кашкаров (5 червня 1947, Москва, РРФСР) — радянський і російський фізик. Доктор фізико-математичних наук, заслужений професор МДУ.
Завідувач кафедри загальної фізики та молекулярної електроніки, помічник президента Національного дослідницького центру «Курчатовський інститут».

## Біографія
Павло Кашкаров народився в Москві 5 червня 1947 року.
У 1965—1971 роках навчався на фізичному факультеті МДУ ім. М. В. Ломоносова. У 1975 році захистив дисертацію на ступінь кандидата фізико-математичних наук.
У 1980—1981 роках проходив стажування в Массачусетському Технологічному Інституті (Кембридж, Массачусетс, США).
В 1990 році захистив дисертацію на ступінь доктора фізико-математичних наук.
Автор 329 публікацій у провідних вітчизняних та міжнародних наукових журналах. Індекс Хірша — 23.
З 1980 року підготував 20 кандидатів наук.

### Області досліджень
- взаємодія лазерного випромінювання з твердим тілом
- фізика низькорозмірних структур

## Нагороди
- Лауреат державної премії Російської Федерації в галузі науки і техніки (2002),
- Заслужений професор Московського університету (2004),
- Медаль ордена «За заслуги перед Вітчизною» II ступеня (2005),
- Лауреат премії Уряду Російської Федерації в області освіти (2012),
- Орден Олександра Невського (2019).